# Ain-Alar Juhanson
Ain-Alar Juhanson (* 2. Oktober 1976 in Paide) ist ein ehemaliger Triathlet aus Estland und mehrfacher Ironman-Sieger (2005, 2006).

## Werdegang
Ain-Alar Juhanson startete 1991 bei seinem ersten Triathlon und er wurde 1994 mit 17 Jahren estnischer Staatsmeister im Duathlon.
Im Herbst desselben Jahres überlebte er als Passagier den Untergang der Ostseefähre Estonia.
2002 startete er erstmals im Triathlon auf der Langdistanz (3,86 km Schwimmen, 180,2 km Radfahren, 42,195 km Laufen). Juhanson siegte 2005 in Puerto del Carmen beim Ironman Lanzarote und konnte diesen Sieg 2006 erfolgreich verteidigen.
2008 erzielte Juhanson beim Ironman Hawaii die beste Radzeit aller Athleten.
Juhanson lebt mit seiner Frau Evelin in Tartu und er ist im Sport-Management als Veranstalter tätig.

## Sportliche Erfolge
| Datum/Jahr    | Rang | Wettbewerb                                                   | Austragungsort     | Zeit     | Bemerkung |
| ------------- | ---- | ------------------------------------------------------------ | ------------------ | -------- | --- |
| 8. Juli 2012  | 26   | ETU Challenge Long Distance Triathlon European Championships | Roth               | 12:44:51 | Triathlon-Europameisterschaft auf der Langdistanz im Rahmen der Challenge Roth                                                   |
| 12. Juli 2009 | 49   | Challenge Roth                                               | Roth               | 08:54:15 | |
| 23. Mai 2009  | 7    | Ironman Lanzarote                                            | Puerto del Carmen  | 09:05:13 | [ 3 ] |
| 11. Okt. 2008 | 13   | Ironman Hawaii                                               | Hawaii             | 08:46:43 | mit der schnellsten Radzeit |
| 24. Mai 2008  | 3    | Ironman Lanzarote                                            | Puerto del Carmen  | 09:08:36 | |
| 13. Okt. 2007 | 24   | Ironman Hawaii                                               | Hawaii             | 08:53:49 | |
| 15. Apr. 2007 | 10   | Ironman Arizona                                              | Tempe              | 09:02:58 | |
| 21. Okt. 2006 | 46   | Ironman Hawaii                                               | Hawaii             | 08:59:56 | |
| 4. März 2006  | 1    | Ironman New Zealand                                          | Taupō              | 03:31:06 | Der Ironman wurde witterungsbedingt auf verkürztem Kurs und ohne die Schwimmdistanz ausgetragen (90 km Radfahren, 21 km Laufen). |
| 20. Mai 2006  | 1    | Ironman Lanzarote                                            | Puerto del Carmen  | 08:54:11 | |
| 21. Mai 2005  | 1    | Ironman Lanzarote                                            | Puerto del Carmen  | 08:55:37 | |
| 26. Mai 2003  | 5    | Ironman Lanzarote                                            | Puerto del Carmen  | 09:18:36 | |
| 9. Nov. 2002  | 9    | Ironman Florida                                              | Vereinigte Staaten | 09:00:53 | |